# Euphorbia sulcata
Euphorbia sulcata é uma espécie de planta com flor pertencente à família Euphorbiaceae. 
A autoridade científica da espécie é Lens ex Loisel., tendo sido publicada em Flora Gallica (ed. 2) 1: 339. 1828.

## Portugal
Trata-se de uma espécie presente no território português, nomeadamente em Portugal Continental.
Em termos de naturalidade é nativa da região atrás indicada.

## Protecção
Não se encontra protegida por legislação portuguesa ou da Comunidade Europeia.